# WWS Sofia
WWS Sofia (bułg. ВВС (София)) – bułgarski klub piłkarski z siedzibą w stolicy kraju, mieście Sofia, działający w latach 1949–1956.

## Historia
Chronologia nazw:
- 1949: WWS Sofia  (bułg. ВВС [Военно-Въздушни Сили] (София))
- 1956: klub rozwiązano – po fuzji z CDNA Sofia

Drużyna piłkarska WWS Sofia została założona w 1949 roku i reprezentowały Bułgarskie Siły Powietrzne. Przed rozpoczęciem mistrzostw 1950 został organizowany turniej kwalifikacyjny wśród klubów sofijskich w celu uzupełnienia elitarnej grupy, w którym awans uzyskało pięć najlepszych drużyn z Sofii. Zespół zajął ostatnie ósme miejsce i nie zakwalifikował się do pierwszej ligi bułgarskiej - Grupy A. W 1950 i 1951 zespół rozgrywał mecze towarzyskie. Dopiero w sezonie 1952 zespół startował w Grupie B, zdobywając tytuł mistrza i awans do najwyższej dywizji. W 1953 debiutował w Grupie A, gdzie zajął 14.miejsce i spadł z powrotem do Grupy, która w międzyczasie została już podzielona na 3 strefy. W następnym 1954 roku zespół zwyciężył ponownie w Grupie B (strefa sofijska) i awansował do Grupy A. W drugim sezonie na najwyższym poziomie uplasował się na ósmej pozycji w klasyfikacji końcowej Grupy A.
Przed rozpoczęciem sezonu 1956 roku klub został połączony z CDNA Sofia, po czym został rozwiązany.

## Barwy klubowe, strój, herb, hymn
|  |

Klub ma barwy błękitne. Piłkarze domowe spotkania zazwyczaj grają w błękitnych koszulkach, białych spodenkach oraz błękitnych getrach.

## Sukcesy

### Trofea międzynarodowe
Do chwili obecnej klub jeszcze nigdy nie zakwalifikował się do rozgrywek europejskich.

### Trofea krajowe
| \| \| Zdobyte trofea w rozgrywkach Bułgarii (stan na: 31-05-2024) \| |                                                             |      |                        |
| Rozgrywki                                                            | Osiągnięcie                                                 | Razy | Sezon(y)               |
| · Mistrzostwo                                                        | I miejsce                                                   | 0    |                        |
| · Mistrzostwo                                                        | II miejsce                                                  | 0    |                        |
| · Mistrzostwo                                                        | III miejsce                                                 | 0    |                        |
| · Mistrzostwo                                                        | 8.miejsce                                                   | 1    | 1955                   |
| Puchar                                                               | zdobywca                                                    | 0    |                        |
| Puchar                                                               | finalista                                                   | 0    |                        |
| Puchar                                                               | ćwierćfinalista                                             | 1    | 1953                   |
| II liga                                                              | I miejsce                                                   | 2    | 1952, 1954 (gr. Sofia) |
| II liga                                                              | II miejsce                                                  | 0    |                        |
| II liga                                                              | III miejsce                                                 | 0    |                        |
| Bułgaria                                                             | Zdobyte trofea w rozgrywkach Bułgarii (stan na: 31-05-2024) |      |                        |

## Poszczególne sezony

### Rozgrywki międzynarodowe

#### Europejskie puchary
Nie uczestniczył w rozgrywkach europejskich.

### Rozgrywki krajowe
| \| Bułgaria \| Bilans występów klubu w rozgrywkach piłkarskich Bułgarii (Stan na 31 maja 2025 r.) \| \| |                                                                                    |        |       |   |   |   |    |    |     |                  |        |        |      |
| Poziom                                                                                                  | Rozgrywki                                                                          | Sezony | Mecze | Z | R | P | B+ | B– | Pkt | Lata             | Awanse | Spadki | Naj. |
| I | Nacionałna futbołna diwizija / Dyrżawno pyrwenstwo                                 | 2      |       |   |   |   |    |    |     | 1953, 1955       | 0      | 1      | 8    |
| II | B RPG / Wtora PFG / Pyrwa PFL / B PFG / Wtora PFL                                  | 3      |       |   |   |   |    |    |     | 1949, 1952, 1954 | 2      | 0      | 1    |
| III | Treta amatorska futbołna liga                                                      | 0      |       |   |   |   |    |    |     |                  |        |        |      |
| IV | Obłastna futbołna liga                                                             | 0      |       |   |   |   |    |    |     |                  |        |        |      |
| | Puchar Bułgarii                                                                    | 4      |       |   |   |   |    |    |     | 1952–1955        | 0      | 0      | 1/4  |
| Bułgaria                                                                                                | Bilans występów klubu w rozgrywkach piłkarskich Bułgarii (Stan na 31 maja 2025 r.) |        |       |   |   |   |    |    |     |                  |        |        |      |

## Struktura klubu

### Stadion
Drużyna rozgrywała swoje mecze domowe w Sofii na stadionie Narodnej Armii, który może pomieścić 22.000 widzów i znajdował się w ogrodzie księcia Borysa.

## Kibice i rywalizacja z innymi klubami

### Derby
- Akademik Sofia
- CSKA Sofia
- Czerweno zname Sofia
- Lewski Sofia
- Łokomotiw Sofia
- Septemwri Sofia
- Sławia Sofia
- Spartak Sofia
- Torpedo Sofia
- Stroiteł Sofia
- Zawod 12 Sofia